# Raia (clasă socială)
Raia (din arabă رعايا ra`aya, cu pluralul رعيّة ra'iya „turmă, supus”; în turca otomană رعايا [ɾeˈʔaːjeː]; în turca modernă râya [ɾaːˈja] sau reaya) era numele dat membrilor clasei de jos plătitoare de biruri din societatea otomană, spre deosebire de askeri (clasa superioară) și kul (sclavii). Aceștia formau peste 90% din populația generală și comunitățile millet. În lumea musulmană, cuvântul are sensul de supus al unui guvern sau unui suveran. Clasa cuprindea creștini, musulmani și evrei care erau taxați pentru susținerea statului și clasei „otomanilor de profesie”.
Atât în uz contemporan cât și modern, termenul se referă la supușii nemusulmani, numiți și zimmi. Cuvântul se traduce uneori și drept „vite” nu doar „turmă” sau „supuși” pentru a sublinia statutul inferior al clasei raia.
La începuturile Imperiului Otoman, persoanele din clasa raia nu erau eligibile pentru serviciul militar, dar, de la sfârșitul secolului al XVI-lea, musulmanii din această categorie au devenit eligibili, spre nemulțumirea celor din clasele conducătoare.